# Беги, ручеёк
«Беги, ручеёк» — советский рисованный мультипликационный фильм 1963 года производства «Союзмультфильм».

## Сюжет
Весна. По лесу бежит антропоморфный улыбающийся ручеёк. По ходу его движения распускаются цветы. Насекомые выходят из спячки. Все радуются.
Ручеёк помогает муравьям перенести их тяжёлую ношу до муравейника, даёт напиться птице и её птенцам. Все лесные обитатели ему рады. Однако ручеёк натыкается на лежащий ствол берёзы, преграждающий ему путь. Оказавшийся рядом крот прорывает тоннель под упавшим деревом, давая дорогу ручейку. На пути ручейка оказываются два медвежонка, которые разоряют ради мёд улей. Ручеёк их обдаёт водой и пугает. Улей спасает, пчёлы благодарны ручейку. Ручеёк течёт дальше, но вдруг натыкается на отвесный берег, который не может преодолеть. Заметившие затруднения ручейка зайцы зовут барсука, который прокапывает путь ручейку, и тот продолжает свой путь дальше.
Все радуются ручейку и начинают его использовать для своих нужд. Муравьи создают свой мини-флот для перевозки грузов по ручейку. Другие насекомые организуют водопровод и душ от ручейка, под которым по очереди умываются. Крот соорудил водяное колесо, при помощи которого автоматизировал рытьё норы.
Внезапно в лесу, услышав звук приближающегося ручейка, просыпается большая красноглазая жаба. Жаба уговаривает ручеёк не бежать дальше, а остаться у неё, остановиться и немного отдохнуть. Ручеёк затекает на место большой высохшей лужи, а лягушки под командованием жабы неожиданно создают запруду, мешающую ему вырваться из ловушки. Также лягушки сажают в воду камыши, превращая ручеёк в болото.
Птичка, заметившая захват ручейка жабой и лягушками, летит к муравьям, крот, пчёлы, барсук, ёж, зайцам, дятел и другим друзьям ручейка и зовёт их на помощь. Ночью звери и насекомые собираются у болота и совместно вырывают камыши, разбирают запруду и выгоняют лягушек и жабу. К утру ручеёк свободен. Он бежит дальше, сливается с другими ручейками и превращается в большую реку.

## Съёмочная группа
- Автор сценария: Р. Нагорная
- Режиссёр: Пётр Носов
- Художники-постановщики: Пётр Репкин, Константин Карпов
- Композитор: Александр Флярковский
- Оператор: Михаил Друян
- Звукооператор: Георгий Мартынюк
- Художники-мультипликаторы: Владимир Арбеков, Лидия Резцова, Иван Давыдов, Игорь Подгорский, Владимир Зарубин, Владимир Пекарь, Валентин Караваев, Эльвира Маслова, Иосиф Куроян, Антонина Коровина, Борис Акулиничев, Елена Вершинина, Леонид Каюков

## Роли озвучивали
- Юрий Хржановский — Крот, лягушки
- Татьяна Струкова — красноглазая Жаба
- Сергей Цейц — Дятел